# Novhorodka
Novhorodka (ukrainien : Новгородка, russe : Новгородка) est une commune urbaine de l'oblast de Kirovohrad, en Ukraine. Elle compte 5 541 habitants en 2021.